# Distrito electoral federal 1 de Morelos
El I Distrito Electoral Federal de Morelos es uno de los 300 Distritos Electorales en los que se encuentra dividido el territorio de México para la elección de diputados federales y uno de los 5 en los que se divide el estado de Morelos. Su cabecera es la ciudad de Cuernavaca.
El Primer Distrito de Morelos se encuentra ubicado en el noroeste del Estado y lo conforma íntegramente el municipio de Cuernavaca.

## Distritaciones anteriores

### Distritación 1996 - 2005
Entre 1996 y 2005 el Primer Distrito se encontraba ubicado en la misma región, pero en adición al municipio de Cuernavaca, lo conformaba también el municipio de Huitzilac.

## Diputados por el distrito
| Legislatura   | Periodo                                           | Diputado                          | Grupo parlamentario                     |
| ------------- | ------------------------------------------------- | --------------------------------- | --------------------------------------- |
| I             | 7 de diciembre de 1857-17 de mayo de 1861         |                                   |                                         |
| II            | mayo de 1861-mayo de 1863                         |                                   |                                         |
| III           | 20 de octubre de 1863-1865                        |                                   |                                         |
| IV            | 5 de noviembre de 1867-14 de septiembre de 1868   |                                   |                                         |
| V             | 15 de septiembre de 1869-15 de septiembre de 1871 |                                   |                                         |
| VI            | 15 de septiembre de 1871-15 de septiembre de 1873 |                                   |                                         |
| VII           | 15 de septiembre de 1873-15 de septiembre de 1875 |                                   |                                         |
| VIII          | 15 de septiembre de 1875-22 de mayo de 1878       |                                   |                                         |
| IX            | 2 de septiembre de 1878-15 de septiembre de 1880  |                                   |                                         |
| X             | 16 de septiembre de 1880-15 de septiembre de 1882 |                                   |                                         |
| XI            | 16 de septiembre de 1882-15 de septiembre de 1884 |                                   |                                         |
| XII           | 16 de septiembre de 1884-15 de septiembre de 1886 |                                   |                                         |
| XIII          | 16 de septiembre de 1886-15 de septiembre de 1888 |                                   |                                         |
| XIV           | 16 de septiembre de 1888-15 de septiembre de 1890 |                                   |                                         |
| XV            | 16 de septiembre de 1890-15 de septiembre de 1892 |                                   |                                         |
| XVI           | 16 de septiembre de 1892-15 de septiembre de 1894 |                                   |                                         |
| XVII          | 16 de septiembre de 1894-15 de septiembre de 1896 |                                   |                                         |
| XVIII         | 16 de septiembre de 1896-15 de septiembre de 1898 |                                   |                                         |
| XIX           | 16 de septiembre de 1898-15 de septiembre de 1900 |                                   |                                         |
| XX            | 16 de septiembre de 1900-15 de septiembre de 1902 |                                   |                                         |
| XXI           | 16 de septiembre de 1902-15 de septiembre de 1904 |                                   |                                         |
| XXII          | 16 de septiembre de 1904-15 de septiembre de 1906 |                                   |                                         |
| XXIII         | 16 de septiembre de 1906-15 de septiembre de 1908 |                                   |                                         |
| XXIV          | 16 de septiembre de 1908-15 de septiembre de 1910 |                                   |                                         |
| XXV           | 16 de septiembre de 1910-15 de septiembre de 1912 |                                   |                                         |
| XXVI          | 16 de septiembre de 1912-10 de octubre de 1913    | Patricio Leyva                    |                                         |
| XXVI (bis)    | 16 de noviembre de 1913-5 de agosto de 1914       |                                   |                                         |
| Constituyente | 1 de diciembre de 1916-5 de febrero de 1917       | Antonio Garza Zambrano            |                                         |
| XXVII         | 15 de abril de 1917-31 de agosto de 1918          | No se eligió diputado             | No se eligió diputado                   |
| XXVIII        | 1 de septiembre de 1918-31 de agosto de 1920      |                                   |                                         |
| XXIX          | 1 de septiembre de 1920-31 de agosto de 1922      |                                   |                                         |
| XXX           | 1 de septiembre de 1922-31 de agosto de 1924      | Mariano Montero Villar            |                                         |
| XXXI          | 1 de septiembre de 1924-31 de agosto de 1926      |                                   |                                         |
| XXXII         | 1 de septiembre de 1926-31 de agosto de 1928      |                                   |                                         |
| XXXIII        | 1 de septiembre de 1928-31 de agosto de 1930      |                                   |                                         |
| XXXIV         | 1 de septiembre de 1930-31 de agosto de 1932      |                                   |                                         |
| XXXV          | 1 de septiembre de 1932-31 de agosto de 1934      |                                   |                                         |
| XXXVI         | 1 de septiembre de 1934-31 de agosto de 1937      |                                   |                                         |
| XXXVII        | 1 de septiembre de 1937-31 de agosto de 1940      |                                   |                                         |
| XXXVIII       | 1 de septiembre de 1940-31 de agosto de 1943      |                                   |                                         |
| XXXIX         | 1 de septiembre de 1943-31 de agosto de 1946      |                                   |                                         |
| XL            | 1 de septiembre de 1946-31 de agosto de 1949      |                                   |                                         |
| XLI           | 1 de septiembre de 1949-31 de agosto de 1952      |                                   |                                         |
| XLII          | 1 de septiembre de 1952-31 de agosto de 1955      |                                   |                                         |
| XLIII         | 1 de septiembre de 1955-31 de agosto de 1958      | Federico Sánchez Navarrete        | Partido Revolucionario Institucional    |
| XLIV          | 1 de septiembre de 1958-31 de agosto de 1961      | Manuel Castillo Solter            | Partido Revolucionario Institucional    |
| XLV           | 1 de septiembre de 1961-31 de agosto de 1964      | Diódoro Rivera Uribe              | Partido Revolucionario Institucional    |
| XLVI          | 1 de septiembre de 1964-31 de agosto de 1967      | Gonzalo Pastrana Castro           | Partido Revolucionario Institucional    |
| XLVII         | 1 de septiembre de 1967-31 de agosto de 1970      | Javier Bello Yllanes              | Partido Revolucionario Institucional    |
| XLVIII        | 1 de septiembre de 1970-31 de agosto de 1973      | Marcos Manuel Suárez Ruiz         | Partido Revolucionario Institucional    |
| XLIX          | 1 de septiembre de 1973-31 de agosto de 1976      | José Castillo Pombo               | Partido Revolucionario Institucional    |
| L             | 1 de septiembre de 1976-31 de agosto de 1979      | Antonio Riva Palacio López        | Partido Revolucionario Institucional    |
| LI            | 1 de septiembre de 1979-31 de agosto de 1982      | David Jiménez González            | Partido Revolucionario Institucional    |
| LII           | 1 de septiembre de 1982-31 de agosto de 1985      | Juan Salgado Brito                | Partido Revolucionario Institucional    |
| LIII          | 1 de septiembre de 1985-31 de agosto de 1988      | David Jiménez González            | Partido Revolucionario Institucional    |
| LIV           | 1 de septiembre de 1988-31 de octubre de 1991     | Mario Rojas Alba                  | Partido de la Revolución Democrática    |
| LV            | 1 de noviembre de 1991-31 de octubre de 1994      | Rodolfo Becerril Straffon         | Partido Revolucionario Institucional    |
| LVI           | 1 de noviembre de 1994-31 de agosto de 1997       | Jorge Armando Meade Ocaranza      | Partido Revolucionario Institucional    |
| LVII          | 1 de septiembre de 1997-22 de enero de 1998       | Alfonso Sandoval Camuñas          | Partido Revolucionario Institucional    |
| LVII          | 17 de marzo de 1998-31 de agosto de 2000          | Juan Jaramillo Fricas             | Partido Revolucionario Institucional    |
| LVIII         | 1 de septiembre de 2000-31 de agosto de 2003      | Fernando Martínez Cué             | Partido Acción Nacional                 |
| LIX           | 1 de septiembre de 2003-31 de agosto de 2006      | José Sigona Torres                | Partido Acción Nacional                 |
| LX            | 1 de septiembre de 2006-1 de abril de 2009        | Enrique Iragorri Guzmán           | Partido Acción Nacional                 |
| LX            | 1 de abril de 2009-6 de julio de 2009             | Olivia Verónica Utrilla Nieto     | Partido Acción Nacional                 |
| LX            | 6 de julio de 2009-31 de agosto de 2009           | Enrique Iragorri Guzmán           | Partido Acción Nacional                 |
| LXI           | 1 de septiembre de 2009-18 de enero de 2012       | Francisco Moreno Merino           | Partido Revolucionario Institucional    |
| LXI           | 18 de enero de 2012-16 de febrero de 2012         | Vacante                           | Partido Revolucionario Institucional    |
| LXI           | 16 de febrero de 2012-31 de agosto de 2012        | Francisco Moreno Merino           | Partido Revolucionario Institucional    |
| LXII          | 1 de septiembre de 2012-31 de agosto de 2015      | José Francisco Coronato Rodríguez | Movimiento Ciudadano (partido político) |
| LXIII         | 1 de septiembre de 2015-13 de mayo de 2018        | Javier Bolaños Aguilar            | Partido Acción Nacional                 |
| LXIII         | 13 de mayo de 2018-2 de julio de 2018             | Daniel Ortega Flores              | Partido Acción Nacional                 |
| LXIII         | 2 de julio de 2018-31 de agosto de 2018           | Javier Bolaños Aguilar            | Partido Acción Nacional                 |
| LXIV          | 1 de septiembre de 2018-31 de agosto de 2021      | Alejandro Mojica Toledo           | Movimiento Regeneración Nacional        |
| LXV           | 1 de septiembre de 2021-31 de agosto de 2024      | Jorge Barrera Toledo              | Movimiento Regeneración Nacional        |
| LXVI          | 1 de septiembre de 2024-                          | Sandra Anaya Villegas             | Movimiento Regeneración Nacional        |